# 社会起業家
社会起業家（しゃかいきぎょうか）は、社会変革（英: Social change）の担い手（チェンジメーカー）として、社会の課題を、事業により解決する人のことを言う。
社会問題を認識し、社会変革を起こすために、ベンチャー企業を創造、組織化、経営するために、起業という手法を採るものを指す。またそのように起業された事業体を社会的企業という。

## 歴史
社会起業、社会起業家と言う言葉は、1960年代と70年代に社会変革を扱う文学の中で初めて使用された。ロザベス・モス・カンター (Rosabeth Moss Kanter) や、アショカの創立者であるビル・ドレイトンや、その他チャールズ・リードビータ（Charles Leadbeater）などの活躍からが広まり、1980年代、90年代になると、広く使用されるようになる。
1950年代から90年代まで、マイケル・ヤングが、社会起業普及に対し、指導的な役割を果たした。80年代には、イギリスで設立した一連の社会起業学校を含め、60を超える新しい団体を世界で設立した功績を認められ、ハーバード大学のダニエル・ベル教授が、ヤングのことを「社会起業に世界で最も成功した起業家」と評した。
「社会起業」「社会起業家」と言う言葉自体は新しいが、過去の歴史を通して、その存在を見ることが出来る。歴史的に注目に値する人々の功績として、古典的な「社会起業」に含まれるであろう者に、初めて看護学校を設立し、現代看護の開発者だったナイチンゲール、生協活動の設立者であるロバート・オウエン、ビノバ・バーヴェ (Vinoba Bhave) (founder of India's Land Gift Movement)などが挙げられる。19世紀から20世紀にかけ、社会起業家は、福祉、学校、健康など、公共機関のサービスが採り上げるアイデアを育て、市民社会、政府、ビジネスを成功裏に駆け巡った。
日本においても、東京工業大学が社会起業家の育成コースを設けたり、九州大学がソーシャル・ビジネス研究所を設けてワークショップとコンテストを行ったり、社会起業大学が社会起業家のためのビジネススクールをつくり、コンテストが開かれたりしているなど教育環境ができてきている。
また、社会起業家に近い概念として交流型イノベータが内閣府経済社会総合研究所が提言している。

## 現在の実践例
現代的な社会起業家として良く知られているのは、2006年にノーベル賞を受賞した、グラミン銀行の創設者であり経営者であるムハマド・ユヌスとその成長中の社会起業ビジネスグループグラミン・ファミリーである。ユヌスとグラミンの業績は、ビジネスの原理が社会起業に統合されたときの絶大な相乗効果を強調する、今日の社会起業家たちの間で反響を呼んだ。バングラデシュやアメリカなど、いくらかの国で、社会起業家は、比較的「小さな国家」がやり残した空白を埋める作業をしている。他の国、特にヨーロッパや南米などでは、社会起業家は国家レベル、地域レベルの双方で、公的機関とより近い状態で活動する傾向にある。
ジョージ財団 (The George Foundation) の女性自立プログラムは、女性に教育、共同農業、職業訓練、貯蓄プラン、事業開発をほどこすことで、女性に力を与えている。2006年には、共同農業プログラムBaldev Farmsの耕作面積が250エーカーとなり、南インドで2番目に大きなバナナ農園となった。農園からの利益は、労働者の経済的地位の向上や、財団の他の社会的活動のために用いられている。
また、営利団体を作った者もいる。最近の例は、マッキンゼー出身でSKS Microfinanceの創設者かつCEOのヴィクラム・アクラ (Vikram Akula) で、インドのアンドラプラデシュ州で小口融資(microlending)ベンチャーを創設した。このベンチャーは利益を目的としているが、村の貧しい女性たちに既に急激な変化を生み出している。
厳密な意味で誰を社会起業家とみなすのかは議論の対象となっている。顧客から直接稼いだ収入に頼っている団体の創設者に限定する用語だとする立場がある。また、公共団体の請負業務を含むと拡大解釈する立場もある。助成金や寄付を含めるとする立場もある。この議論はすぐに収束しそうにはない。例えば、ピーター・ドラッカーはかつて、ほとんどの先進国では大学の大半が州からの資金援助を受けているのに、新しい大学を作ることほど起業的なことはない、と記している。
今日では、非営利団体、非政府組織、基金、政府、個人が、世界中の社会起業家に振興・出資・助言を行っている。多くの大学等が、社会起業家の教育・養成を目的とするプログラムを創設するようになっている。
アショカ財団（Ashoka: Innovators for the Public）、スコール財団（Skoll Foundation）、オミディア・ネットワーク（Omidyar Network）、シュワブ社会起業財団（Schwab Foundation for Social Entrepreneurship）、エコーイング・グリーン (Echoing Green)、UnLtd（イギリス）、社会起業家スクール（イギリス）、マンハッタン・インスティテュート（Manhattan Institute）、ドレイパー・リチャーズ基金（Draper Richards Foundation and Civic Ventures）、カナダ社会起業財団といった支援組織が、世界中の隠れた社会起業家を発掘し、光を当てている。 アショカ財団は、喫緊の問題解決に実践レベルで取り組むコミュニティづくりのために、社会起業家に対しオンラインでアショカの社会資源オープンソースプラットフォーム「Changemakers」を提供し、問題解決を競い合うコラボレーションを作り出そうとしている。 北米の支援組織は、一部の社会起業家に焦点を当て、ヒーロー化する傾向があるが、アジアやヨーロッパでは、社会起業家はチームの一員であり、ネットワークの一員として、社会を変えていることをより重視している。

## 社会起業家
世界の社会起業家
クリスティン・エングヴィグ（Kristin Engivg）フィンランド人　ウィン・カンファレンス創始者　ＣＥＯ　
日本の社会起業家